# Ali Doumbia
Ali Doumbia (14 gennaio 1962) è un ex calciatore ivoriano, di ruolo portiere.

## Carriera

### Club
Ha sempre giocato per club ivoriani.

### Nazionale
Con la maglia della Nazionale ha vinto la Coppa delle nazioni africane 1992.

## Palmarès

### Nazionale
- Coppa d'Africa: 1

1992